# Сазенайм
Сазенайм (фр. Saasenheim) — коммуна на северо-востоке Франции в регионе Гранд-Эст (бывший Эльзас — Шампань — Арденны — Лотарингия), департамент Нижний Рейн, округ Селеста-Эрстен, кантон Селеста. До марта 2015 года коммуна административно входила в состав упразднённого кантона Маркольсам (округ Селеста-Эрстен).
Площадь коммуны — 7,8 км², население — 567 человек (2006) с тенденцией к росту: 605 человек (2013), плотность населения — 77,6 чел/км².

## Население
Население коммуны в 2011 году составляло 602 человека, в 2012 году — 603 человека, а в 2013-м — 605 человек.
| 1962 | 1968 | 1975 | 1982 | 1990 | 1999 | 2006 | 2008 | 2011 | 2012 | 2013 |
| ---- | ---- | ---- | ---- | ---- | ---- | ---- | ---- | ---- | ---- | ---- |
| 435  | 424  | 447  | 447  | 458  | 479  | 567  | 591  | 602  | 603  | 605  |

Динамика населения:

## Экономика
В 2010 году из 376 человек трудоспособного возраста (от 15 до 64 лет) 295 были экономически активными, 81 — неактивными (показатель активности 78,5 %, в 1999 году — 73,8 %). Из 295 активных трудоспособных жителей работали 277 человек (147 мужчин и 130 женщин), 18 числились безработными (8 мужчин и 10 женщин). Среди 81 трудоспособных неактивных граждан 16 были учениками либо студентами, 36 — пенсионерами, а ещё 29 — были неактивны в силу других причин.

## Достопримечательности (фотогалерея)

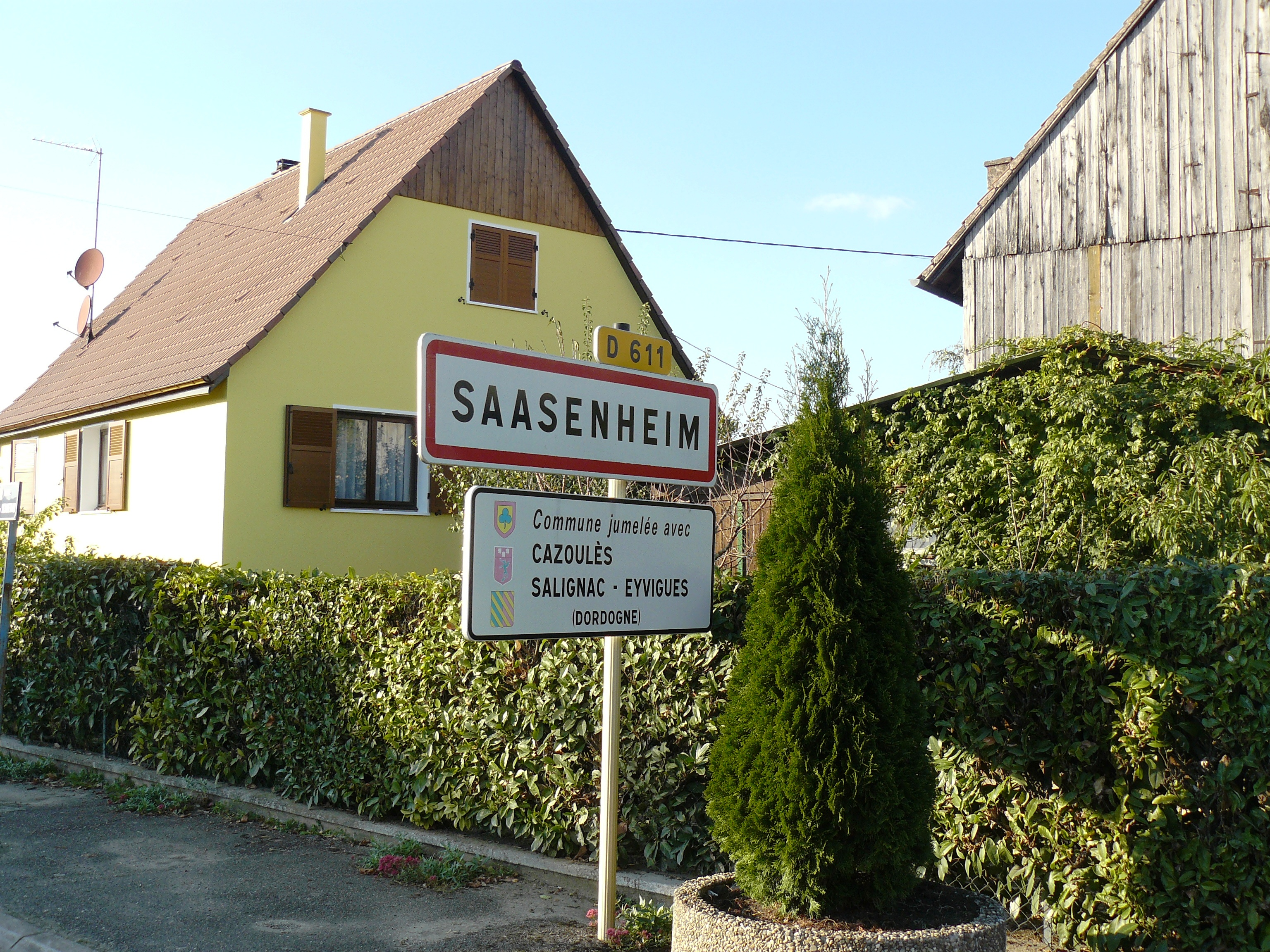
На въезде в коммуну
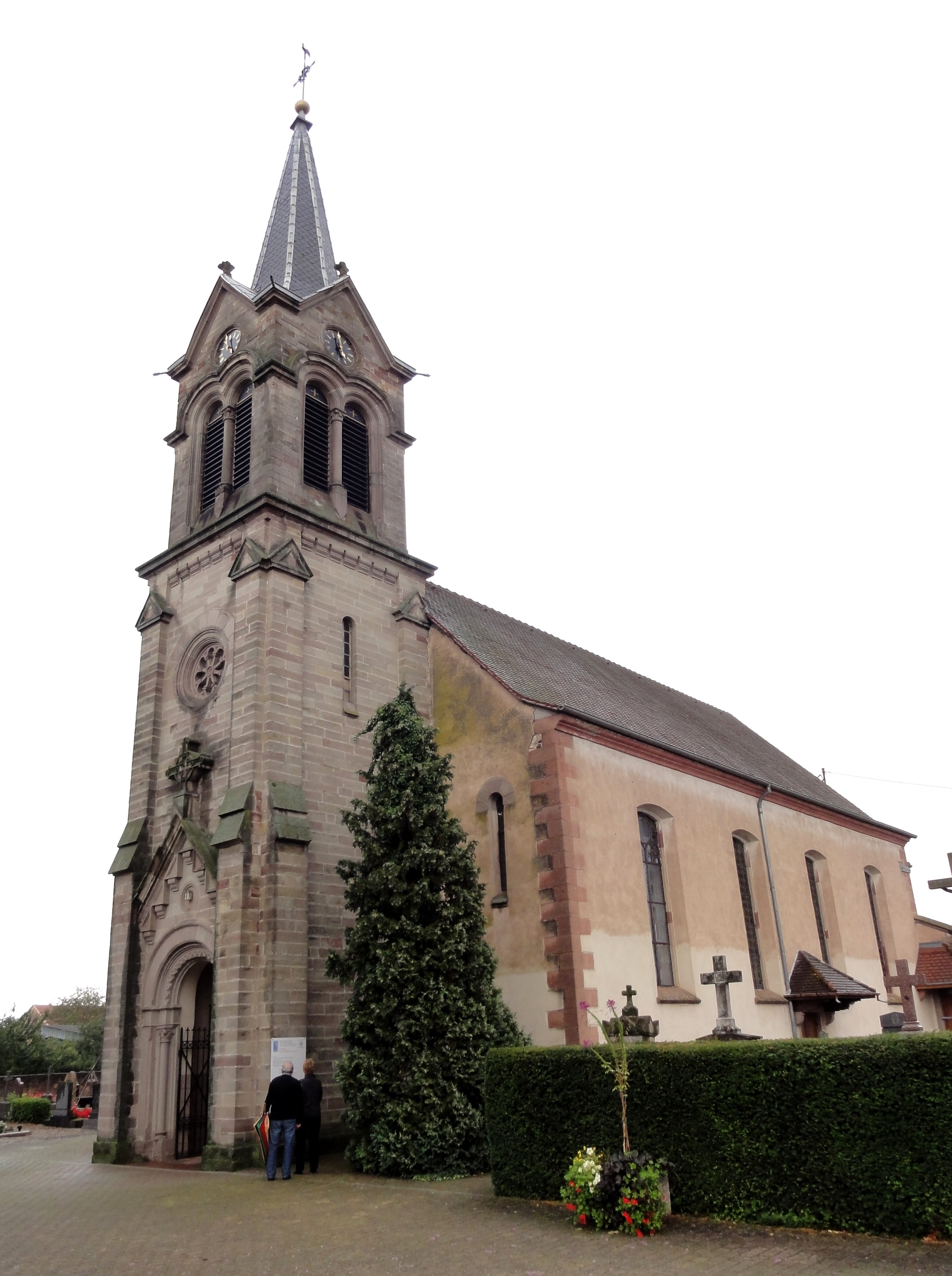
Церковь Святого Иоанна Крестителя
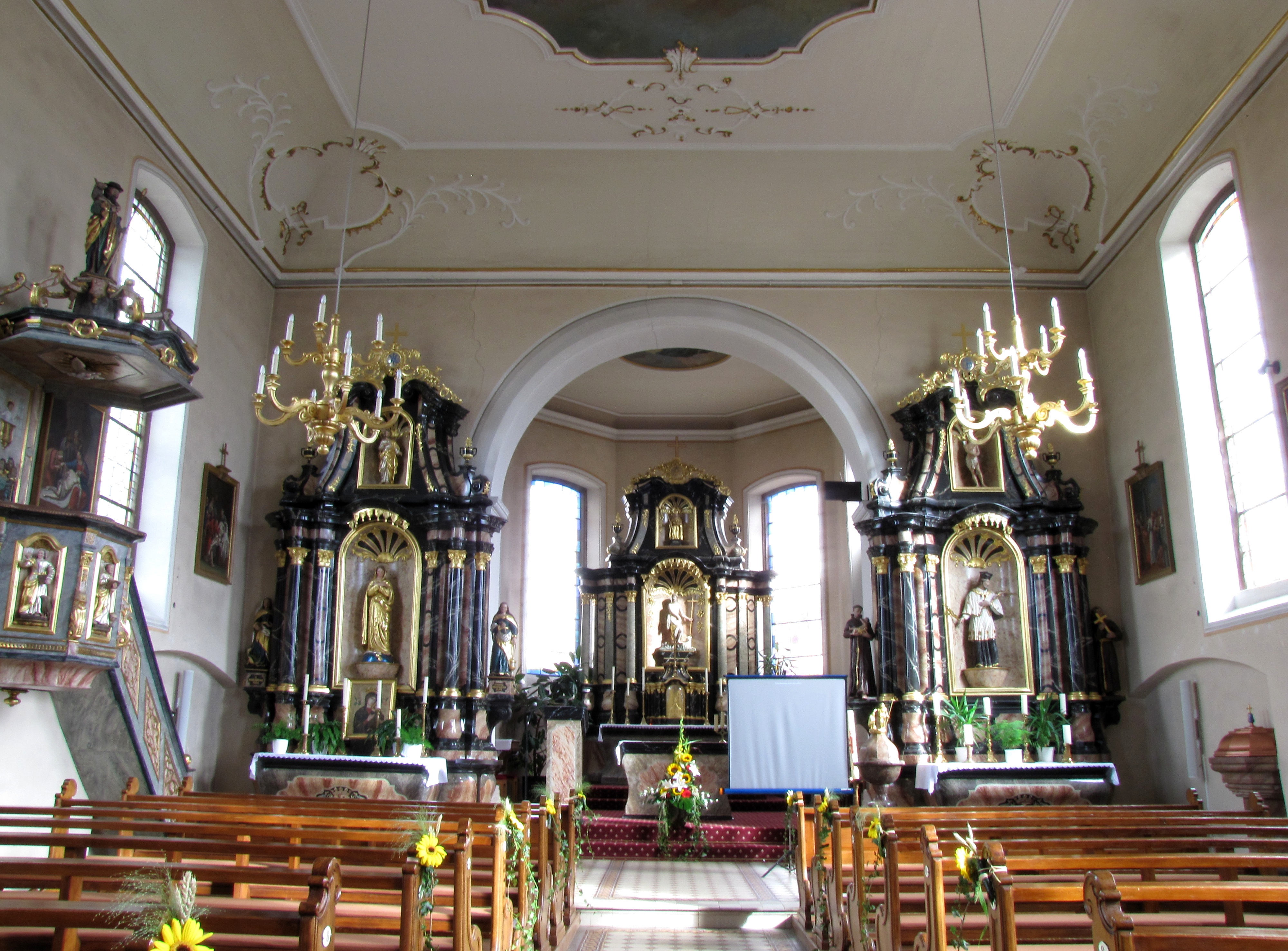
Интерьер, вид на алтарь
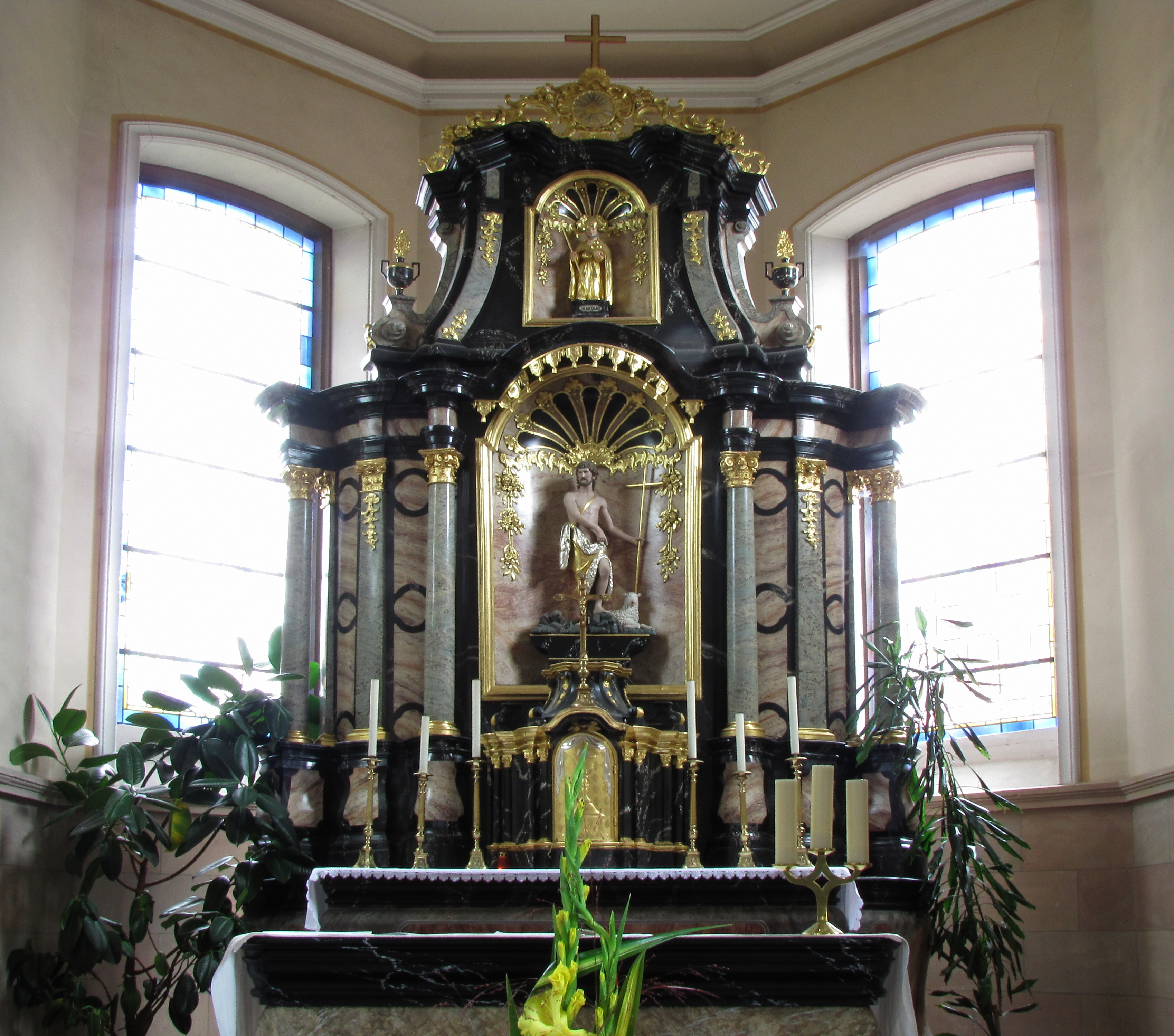
Главный алтарь
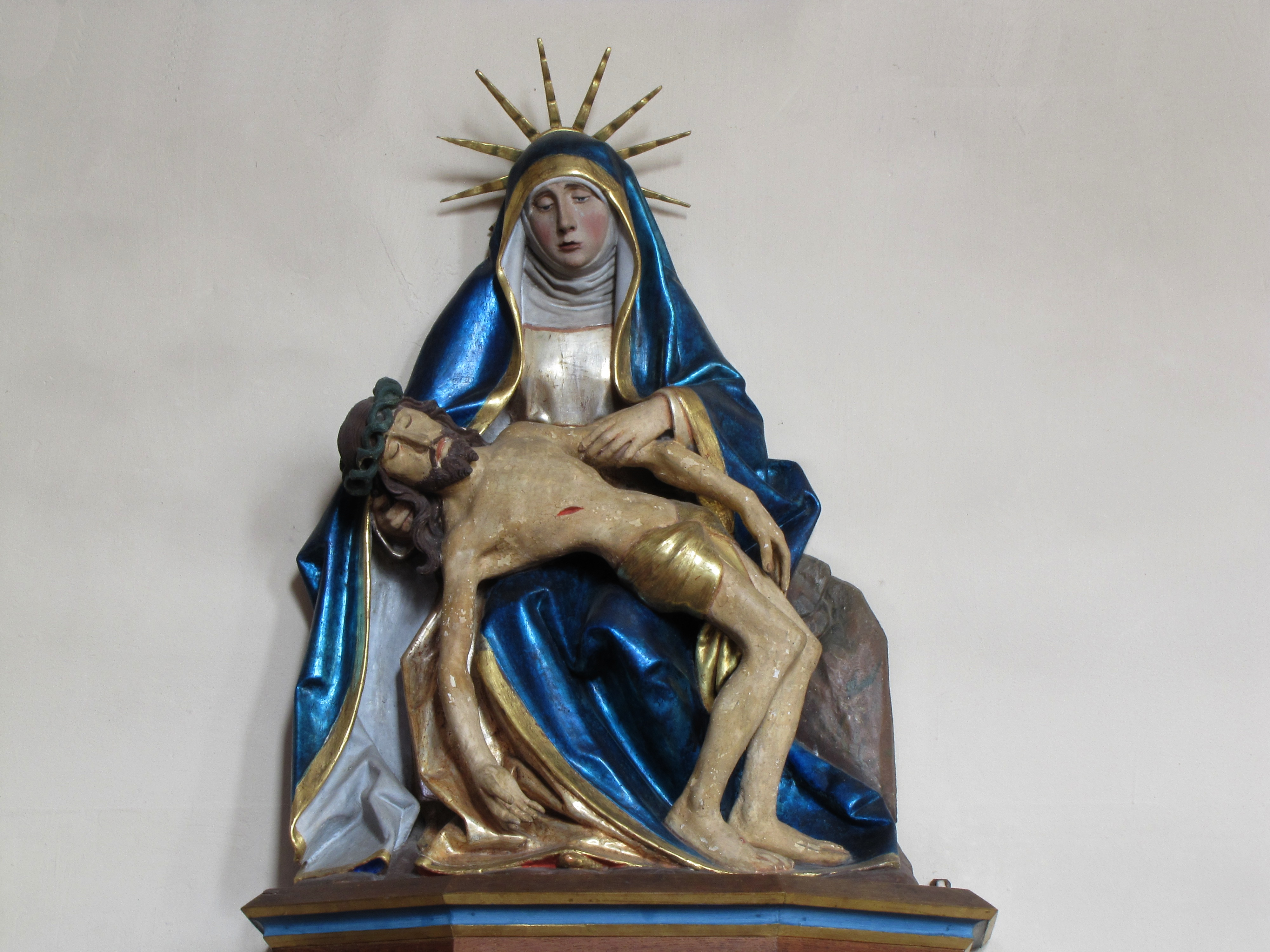
Статуя в алтаре
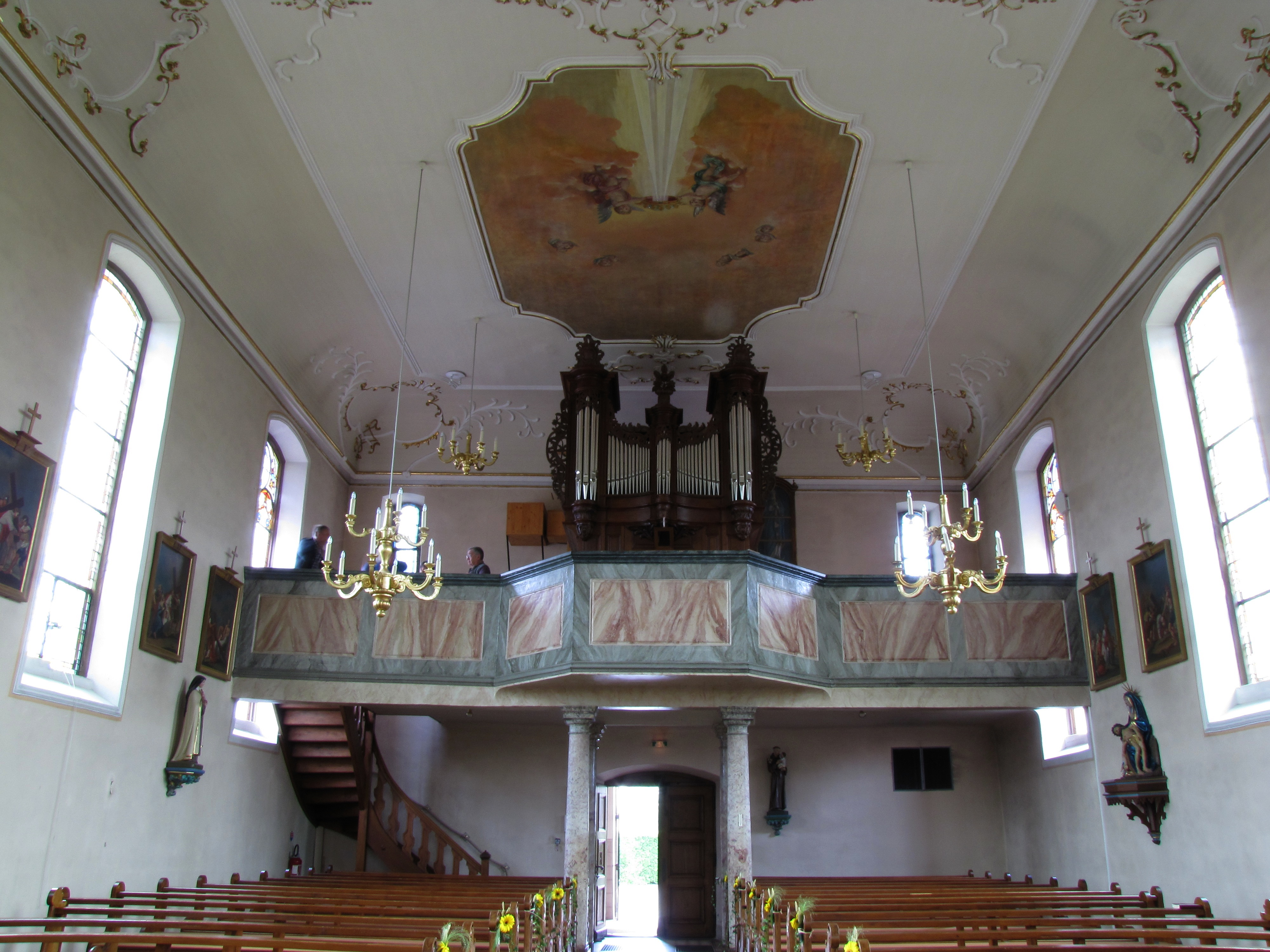
Интерьер, вид на орган
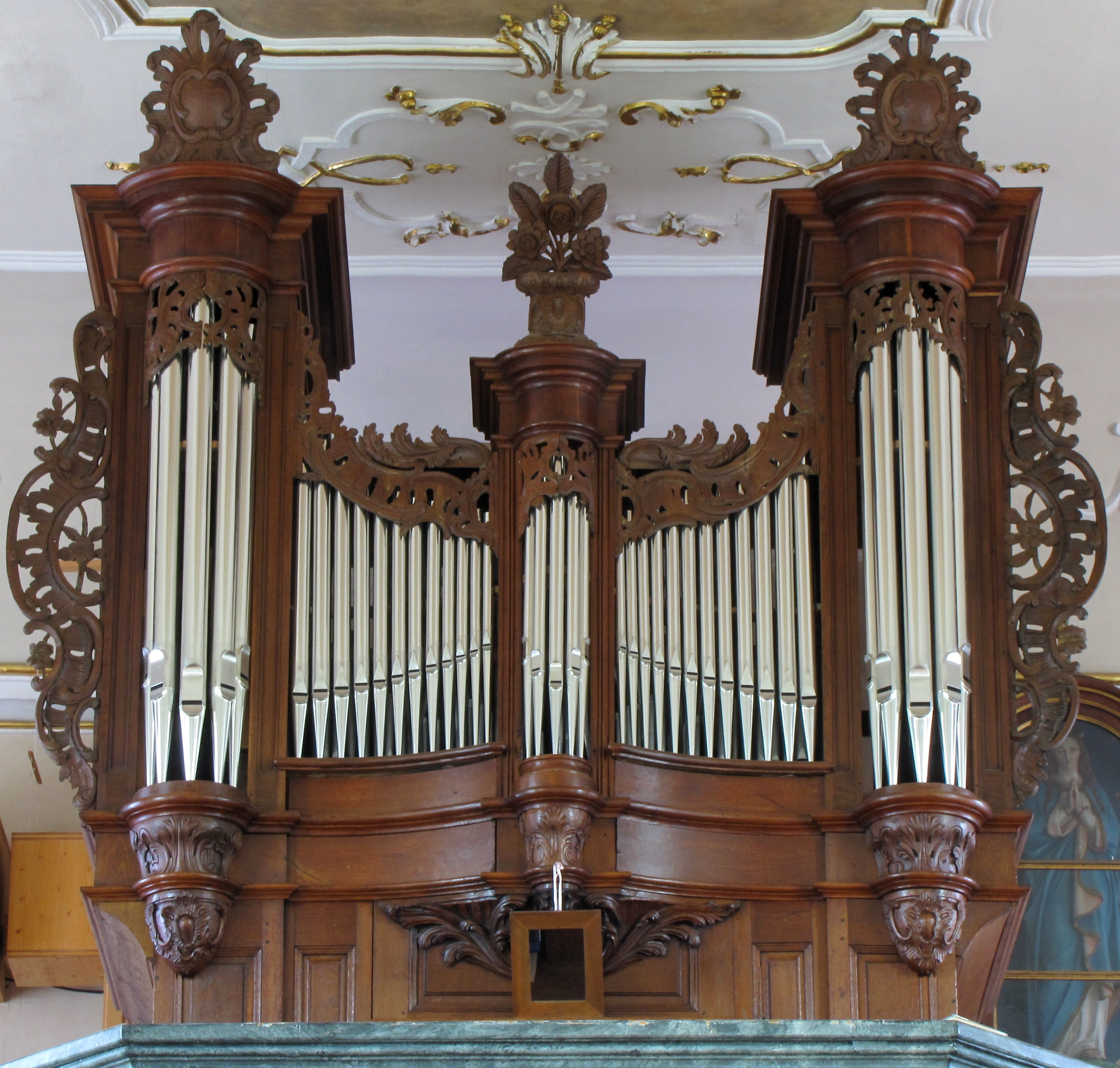
Орган